# USS Wyoming (BB-32)
USS Wyoming (BB-32) là một thiết giáp hạm của Hải quân Hoa Kỳ, là chiếc dẫn đầu trong số hai chiếc thuộc lớp Wyoming vốn bao gồm cả chiếc Arkansas. Nó là chiếc tàu chiến thứ ba của Hải quân Mỹ được đặt cái tên này, nhưng chỉ là chiếc thứ hai được đặt nhằm tôn vinh tiểu bang thứ 44 của Hiệp chúng quốc Hoa Kỳ. Wyoming từng phục vụ trong cả hai cuộc Chiến tranh Thế giới thứ nhất lẫn thứ hai, cho dù chỉ trong những vai trò hộ tống và sau đó là huấn luyện, trước khi được cho ngừng hoạt động và tháo dỡ vào năm 1947.

## Thiết kế và chế tạo
Wyoming được đặt lườn vào ngày 9 tháng 2 năm 1910 tại Philadelphia, Pennsylvania bởi hãng William Cramp and Sons. Nó được hạ thủy vào ngày 25 tháng 5 năm 1911, được đỡ đầu bởi Cô Dorothy Eunice Knight, con gái Chánh án Tòa án Tối cao Wyoming Jesse Knight, và là con gái gỡ đầu của Thống đốc tiểu bang Wyoming Joseph M. Carey. Wyoming được đưa ra hoạt động tại xưởng hải quân Philadelphia vào ngày 25 tháng 9 năm 1912, dưới quyền chỉ huy của Thuyền trưởng, Đại tá Hải quân Frederick L. Chapin.

## Lịch sử hoạt động

### Các hoạt động ban đầu
Wyoming khởi hành từ Philadelphia, Pennsylvania vào ngày 6 tháng 10 năm 1912, và hoàn tất quá trình trang bị tại Xưởng hải quân New York, Brooklyn, New York, trước khi gia nhập hạm đội tại Hampton Roads, Virginia. Đến khu vực Tidewater vào ngày 30 tháng 12 năm 1912, nó trở thành soái hạm của Chuẩn Đô đốc Charles J. Badger, Tư lệnh Hạm đội Đại Tây Dương không lâu sau đó. Lên đường vào ngày 6 tháng 1 năm 1913, chiếc thiết giáp hạm mới viếng thăm kênh đào Panama sắp hoàn thành, rồi sau đó tiến hành các cuộc thực tập cơ động mùa Đông tại khu vực ngoài khơi Cuba trước khi quay trở về vịnh Chesapeake vào ngày 4 tháng 3 năm 1913.
Sau các cuộc thực hành tác xạ tại Khu vực Huấn luyện Phía Nam ngoài khơi Virginia Capes, Wyoming trải qua các thay đổi và sửa chữa tại Xưởng hải quân New York từ ngày 18 tháng 4 đến ngày 7 tháng 5. Sau đó nó tham gia các cuộc tập trận hạm đội ngoài khơi đảo Block từ ngày 7 đến ngày 24 tháng 5, có gián đoạn bởi một đợt sửa chữa hệ thống động lực của nó tại Newport, Rhode Island từ ngày 9 đến ngày 19 tháng 5. Nó trải qua thêm một đợt sửa chữa khác tại Newport trước khi viếng thăm thành phố New York trong các ngày 28-31 tháng 5 tham gia các lễ hội được tổ chung quanh việc kỷ niệm chiếc thiết giáp hạm Maine bị phá hủy tại cảng La Habana vào ngày 15 tháng 2 năm 1898.
Đi đến Annapolis, Maryland vào ngày 4 tháng 6, Wyoming nhận lên tàu một nhóm học viên sĩ quan của Học viện Hải quân Hoa Kỳ để đưa họ trong một chuyến đi thực tập mùa Hè ngoài khơi bờ biển New England kéo dài đến cuối tháng 8. Trả các học viên tại Annapolis vào ngày 24-25 tháng 8, Wyoming thực hành hoạt động ngư lôi và tác xạ tại khu vực thực tập phía Nam ngoài khơi Hampton Roads cho đến cuối mùa Thu. Nó vào ụ tàu tại New York để sửa chữa từ ngày 16 tháng 9 đến ngày 2 tháng 10, rồi chạy thử máy hết công suất khi hướng về phía Nam đến Norfolk, Virginia, tiếp nối các hoạt động thực tập ngoài khơi Virginia Capes trước khi lên đường đi châu Âu vào ngày 26 tháng 10.

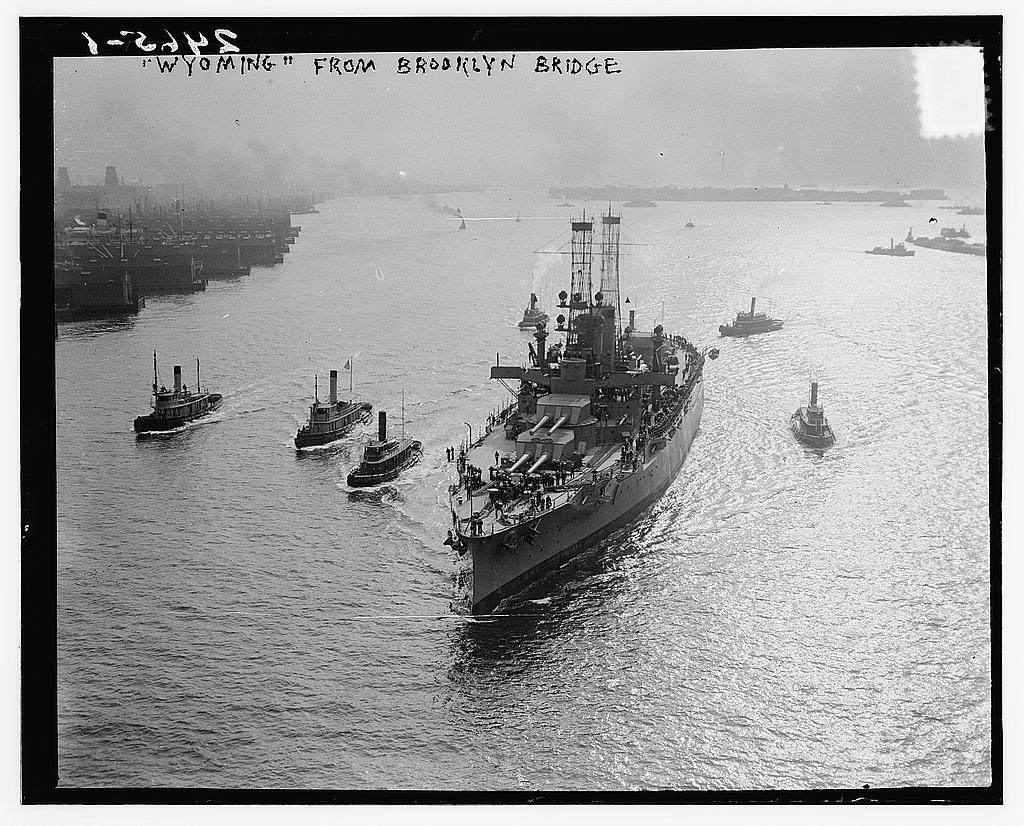
USS Wyoming sắp di chuyển qua bên dưới cầu Brooklyn, thành phố New York, năm 1912

Đi đến Valletta, Malta vào ngày 8 tháng 11, chiếc thiết giáp hạm ghé thăm Naples, Italy, và Villefranche, Pháp trong cuộc hành trình thăm Địa Trung Hải. Sau đó nó rời vùng biển nước Pháp vào ngày cuối cùng của tháng 11 và về đến New York vào ngày 15 tháng 12. Sau chuyến đi Wyoming được sửa chữa tại Xưởng hải quân New York, và ở lại đó cho đến hết năm 1913. Lên đường vào ngày 6 tháng 1 năm 1914, nó đến Hampton Roads ngày hôm sau và được chất than trong ba ngày kế tiếp chuẩn bị cho cuộc tập trận hàng năm được tổ chức tại vùng biển ấm Caribbe.
Wyoming thực tập cùng với hạm đội ngoài khơi căn cứ hải quân Guantanamo từ ngày 26 tháng 1 đến ngày 15 tháng 3 trước khi quay mũi về phía Bắc hướng đến mũi Henry, Virginia. Chiếc thiết giáp hạm tiến hành các cuộc tập luyện và thực hành tác xạ trong khu vực trải dài từ khu vực luyện tập phía Nam ngoài khơi Virginia Capes cho đến eo biểnTangier. Nó tiếp tục những công việc thường lệ này cho đến ngày 3 tháng 4, khi nó quay về Xưởng hải quân New York để đại tu.
Sau giai đoạn sửa chữa kéo dài từ ngày 4 tháng 4 đến ngày 9 tháng 5, Wyoming nhận lên tàu những nhân sự thay phiên cho hạm đội, rồi khởi hành từ Hampton Roads vào ngày 13 tháng 5, hướng đến vùng biển Mexico. Nó đi  đến Veracruz vào ngày 18 tháng 5, không đầy một tháng sau khi lực lượng Hoa Kỳ chiếm giữ cảng Mexico này.

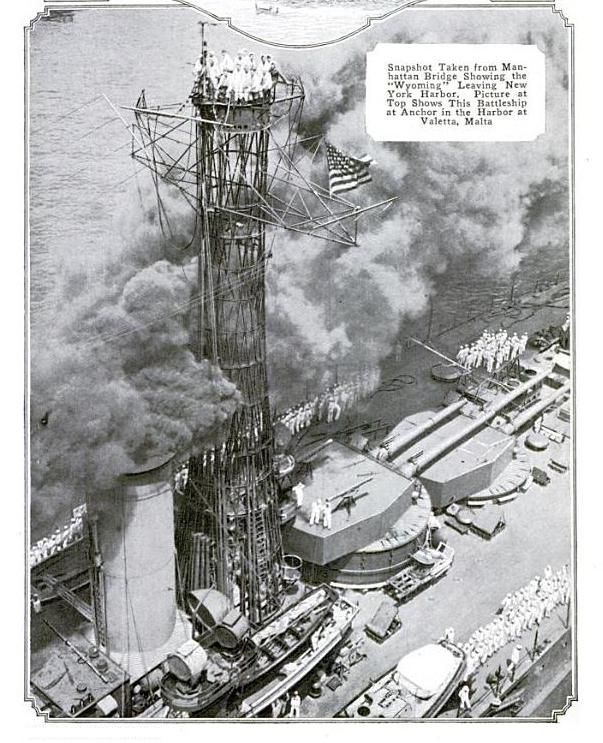
USS Wyoming khi nó rời New York, khoảng năm 1915

Wyoming ở lại Veracruz trong những tháng tiếp theo cho đến cuối mùa Thu năm 1914, trước khi quay về phía Bắc. Tiến hành các hoạt động thực tập ngoài khơi Virginia Capes trên đường đi, nó đi vào Xưởng hải quân New York vào ngày 6 tháng 10 thực hiện các thay đổi và sửa chữa kéo dài cho đến ngày 17 tháng 1 năm 1915.
Wyoming rời Hampton Roads ngày 21 tháng 1 sau khi kết thúc việc sửa chữa để tham gia việc tập trận hàng năm tại vùng biển Cuba và Caribbe. Quay trở về khu vực Tidewater vào ngày 7 tháng 4, chiếc thiết giáp hạm tiến hành các hoạt động diễn tập chiến thuật và cơ động dọc theo bờ Đông Hoa Kỳ, chủ yếu ngoài khơi Block Island và khu vực thực tập phía Nam, cho đến cuối mùa Thu khi nó lại quay trở vào Xưởng hải quân New York để đại tu.
Sau đợt sửa chữa kéo dài từ ngày 20 tháng 12 năm 1915 đến ngày 6 tháng 1 năm 1916, Wyoming lên đường tham gia các cuộc tập trận tại khu vực luyện tập phía Nam. Sau đó nó di chuyển hơn nữa về phía Nam, đến Culebra, Puerto Rico vào ngày 16 tháng 1. Sau khi ghé thăm Port-au-Prince, Haiti vào ngày 27 tháng 1, Wyoming đi vào vịnh Guantanamo vào ngày 28 tháng 1 rồi hoạt động tại vùng biển Cuba ngoài khơi các vịnh Guantanamo và Guacanayabo cùng cảng Manzanillo, Cuba cho đến ngày 10 tháng 4, khi nó lên đường đi New York.
Wyoming được sửa chữa tại Xưởng hải quân New York từ ngày 16 tháng 4 đến ngày 26 tháng 6, rồi hoạt động ngoài khơi bờ biển New England, Newport và Virginia Capes cho đến hết năm 1916. Rời New York vào ngày 9 tháng 1 năm 1917, Wyoming tiến hành các cuộc cơ động thường xuyên tại khu vực vịnh Guantanamo cho đến giữa tháng 3. Nó rời vùng biển Caribbe vào ngày 27 tháng 3 để có mặt ngoài khơi Yorktown, Virginia lúc mà Hoa Kỳ tham gia Chiến tranh Thế giới thứ nhất vào ngày 6 tháng 4 năm 1917.

### Chiến tranh Thế giới thứ nhất
Trong những tháng tiếp theo, Wyoming hoạt động tại khu vực vịnh Chesapeake cho đến ngày 13 tháng 11 năm 1917; khi Chuẩn Đô đốc Hugh Rodman đặt cờ hiệu của mình trên thiết giáp hạm New York như là Tư lệnh của Hải đội Thiết giáp hạm 9. Sau những chuẩn bị để "hoạt động xa", Wyoming, New York, Delaware và Florida lên đường vào ngày 25 tháng 11 hướng sang quần đảo Anh Quốc, và đã đến Scapa Flow thuộc quần đảo Orkney vào ngày 7 tháng 12 năm 1917. Cho dù vẫn giữ lại tên gọi Hải đội Thiết giáp hạm 9 của Hải quân Mỹ, bốn chiếc thiết giáp hạm dreadnought này trở thành Hải đội 6 trực thuộc Hạm đội Grand Anh Quốc khi đi đến vùng biển Anh.
Wyoming tiến hành các cuộc cơ động và thực tập chiến thuật cùng với các đơn vị của Hạm đội Grand cho đến ngày 6 tháng 2 năm 1918. Ngày hôm đó, nó lên đường cùng với các tàu chiến khác của Hải đội Chiến trận 6 và tám tàu khu trục Anh Quốc để bảo vệ một đoàn tàu vận tải đi đến Stavanger, Na Uy. Trên đường đi, Wyoming đã phải cơ động né tránh khi phát hiện những làn sóng ngư lôi ngoài khơi Stavanger vào ngày 8 tháng 2, nhưng đã quay về Scapa Flow an toàn hai ngày sau đó. Trong những tháng tiếp theo, Wyoming tiếp tục tuần tra ngoài khơi quần đảo Anh Quốc, bảo vệ các tuyến đường biển thương mại chung quanh đó khỏi mối đe dọa của Hạm đội Biển khơi Đức vốn còn rất hùng mạnh.
Từ ngày 30 tháng 6 đến ngày 2 tháng 7 năm 1918, Wyoming hoạt động cùng với Hải đội 6 và một phân đội tàu khu trục Anh trong việc bảo vệ các tàu rải mìn Đồng Minh, khi chúng rải hàng rào mìn tại Bắc Hải. Sau đó, Wyoming quay trở về Firth of Forth, nơi nó cùng với những đơn vị khác của Hạm đội Grand được Vua George V của Anh thị sát.
Mặc dù các tàu chiến chủ lực của Hoa Kỳ và Đức Quốc chưa từng chạm trán với nhau trong chiến đấu ngoài biển khơi, chúng đã có cuộc gặp gỡ. Vào ngày 21 tháng 11 năm 1918, mười ngày sau việc đình chiến kết thúc Thế Chiến I, Wyoming, New York, Texas và Arkansas tham gia cùng Hạm đội Grand Anh Quốc khi nó hộ tống Hạm đội Biển khơi Đức đi vào Firth of Forth để được lưu giữ theo những điều kiện của thỏa thuận ngừng bắn.

### Những năm giữa hai cuộc thế chiến
Sau đó, mang cờ hiệu của Chuẩn Đô đốc William Sims, Tư lệnh Đội thiết giáp hạm 9, Wyoming khởi hành vào ngày 12 tháng 12 năm 1918 từ đảo Portland, Anh Quốc hướng sang Pháp. Sáng hôm sau, ngoài khơi Brest, nó cùng các thiết giáp hạm khác gặp gỡ chiếc George Washington, có sự hiện diện Tổng thống Woodrow Wilson đang trên đường tham dự Hội nghị Hòa bình Paris.
Sau khi phục vụ như đội hộ tống danh dự cho Tổng thống và đoàn tùy tùng, Wyoming đưa Đô đốc Sims quay trở lại Plymouth cùng với vị Đại sứ Hoa Kỳ vừa mới được bổ nhiệm tại Anh Quốc. Tiễn các vị hành khách đặc biệt rời tàu vào ngày 14 tháng 12, chiếc thiết giáp hạm chất lên tàu 381 bao thư tín, và trong vòng vài giờ lại khởi hành đi Hoa Kỳ. Đến thành phố New York vào ngày Giáng sinh năm 1918, nó ở lại đây trong dịp đầu năm mới 1919. Vào ngày 18 tháng 1 năm 1919, nó trở thành soái hạm của Đội thiết giáp hạm 7, Hải đội 3, mang cờ hiệu của Chuẩn Đô đốc Robert Coontz.
Wyoming rời New York vào ngày 1 tháng 2, và sau các cuộc cơ động mùa Đông tại vùng biển Cuba đã quay trở lại lên phía Bắc, về đến New York vào ngày 14 tháng 4. Tuy nhiên, nó nhanh chóng trở ra biển vào ngày 12 tháng 5, phục vụ như một đường dây liên lạc liên tục bắt ngang Đại Tây Dương dẫn đường cho khí cầu Curtiss NC trong chuyến bay vượt đại dương của nó. Sau khi hoàn tất nhiệm vụ dẫn đường và quan trắc khí tượng, Wyoming quay trở lại Hampton Roads vào ngày cuối cùng của tháng 5.
Sau khi nhận lên tàu các học viên mới và đưa họ thực hiện chuyến đi về phía Nam trong khu vực vịnh Chesapeake-Virginia Capes, Wyoming đi vào Xưởng hải quân Norfolk vào ngày 1 tháng 7 để chuẩn bị phục vụ lâu dài tại Thái Bình Dương. Dàn pháo hạng hai được giảm còn 16 khẩu pháo 5 in (130 mm)/51 caliber. Trong ngày hôm đó, nó trở thành một đơn vị của Hạm đội Thái Bình Dương vừa mới được thành lập, được phân về Đội Thiết giáp hạm 4 trực thuộc Hải đội 6. Sáng ngày 19 tháng 7, hạm đội mới, dưới sự dẫn đầu của thiết giáp hạm New Mexico, lên đường đi sang Thái Bình Dương. Đi qua kênh đào Panama không lâu sau đó, hạm đội đến San Diego, California vào ngày 6 tháng 8.
Chuyển sang San Pedro, California ba ngày sau đó, Wyoming hoạt động ngoài khơi cảng này cho đến mùa Thu. Sau một đợt đại tu tại Xưởng hải quân Puget Sound từ ngày 15 tháng 9 năm 1919 đến ngày 19 tháng 4 năm 1920, chiếc thiết giáp hạm quay trở lại căn cứ của nó tại San Pedro vào ngày 4 tháng 5. Trong những tháng tiếp theo, nó thực tập ngoài khơi bờ biển Nam California; cũng vào giai đoạn này nó được xếp lại lớp từ "Thiết giáp hạm Số 32" thành BB-32 vào ngày 17 tháng 7 năm 1920.
Khởi hành từ San Diego vào ngày cuối cùng của tháng 8 năm 1920, Wyoming lên đường đi sang vùng biển Hawaii, tiến hành các cuộc thực tập và cơ động tại đây trong suốt tháng 9. Quay trở lại San Diego vào ngày 8 tháng 10, Wyoming sau đó tiến hành các cuộc triển khai chiến thuật dọc theo bờ Tây lên phía Bắc đến tận Seattle, Washington. Rời San Francisco, California vào ngày 5 tháng 1 năm 1921, Wyoming trong những tuần lễ tiếp theo sau thực hiện thêm các cuộc thực tập huấn luyện và cơ động trải dài từ vịnh Panama cho đến Valparaíso, Chile, có sự thị sát của Tổng thống Chile Arturo Alessandri Palma vào ngày 8 tháng 2. Quay trở lên phía Bắc, Wyoming đi đến Xưởng hải quân Puget Sound để sửa chữa vào ngày 18 tháng 3 và ở lại đây cho đến mùa Hè.
Sau khi hoàn tất việc sửa chữa, Wyoming đi xuống phía Nam, và vào ngày 2 tháng 8 đã đi đến Balboa, Panama, nơi nó nhận lên tàu Chuẩn đô đốc Hugh Rodman cùng các thành viên của phái bộ Peru để đưa họ đến thành phố New York. Đến nơi vào ngày 19 tháng 8, nó tiễn các vị khách rời tàu, và vào xế trưa cùng ngày treo cờ hiệu của Đô đốc Hilary P. Jones, Tổng tư lệnh Hạm đội Đại Tây Dương Hoa Kỳ.
Trong 41 tháng tiếp theo, Wyoming hoạt động chủ yếu tại Đại Tây Dương ngoài khơi bờ biển phía Đông Hoa Kỳ, tham gia các cuộc tập trận của Hạm đội Đại Tây Dương kéo dài từ bờ biển New England cho đến Virginia Capes. Nó tham gia các cuộc cơ động thường lệ vào mùa Đông đến vùng biển Caribbe và Cuba, nhiều lần phục vụ như là soái hạm của Phó đô đốc John McDonald, Tư lệnh Lực lượng Thiết giáp hạm và sau này là Tư lệnh Lực lượng Tuần tiễu, cũng như cho những vị kế nhiệm ông, các phó đô đốc Newton McCully và Josiah McKean. Trong thời gian này, con tàu được sửa chữa và tu bổ thường xuyên tại Xưởng hải quân New York; nó cũng tham gia một chuyến đi huấn luyện học viên mới vào mùa Hè năm 1924, đi đến Torbay, Anh Quốc; Rotterdam, Hà Lan; Gibraltar và quần đảo Azore.
Rời New York vào ngày 26 tháng 1 năm 1926, chiếc thiết giáp hạm tiến hành tập trận tại vùng biển Cuba ngoài khơi vịnh Guatanamo, rồi đi qua kênh đào Panama vào ngày 14 tháng 2 gia nhập Hạm đội Chiến trận để thực tập dọc theo bờ biển California. Wyoming sau đó đi đến vùng biển Hawaii hoạt động tại đây từ cuối tháng 4 đến đầu tháng 6. Sau khi viếng thăm San Diego trong các ngày 18-22 tháng 6, nó quay trở lại bờ Đông ngang qua kênh đào Panama, đi đến New York vào ngày 17 tháng 7 để tiếp tục các hoạt động ngoài khơi bờ biển New England. Sau các đợt huấn luyện và một chuyến đi đến Cuba và Haiti, nó trải qua đợt đại tu tại Xưởng hải quân New York từ ngày 23 tháng 11 năm 1925 đến ngày 26 tháng 1 năm 1926. Vào giai đoạn trong ụ tàu, Trung tá Hải quân William F. Halsey, Jr. đến nhận nhiệm vụ trên con tàu ở cương vị sĩ quan cao cấp (thuyền phó); vị Thủy sư Đô đốc tương lai phục vụ cùng Wyoming cho đến ngày 4 tháng 1 năm 1927.
Sau đó Wyoming tham gia cuộc cơ động hạm đội mùa Đông hàng năm tại vùng biển Carribe, rồi quay trở lên phía Bắc, đến Annapolis vào ngày 29 tháng 5 để nhận lên tàu học viên sĩ quan cho chuyến đi huấn luyện mùa Hè. Sau khi ghé qua Newport, Rhode Island; Marblehead, Massachusetts; Portland, Maine; Charleston, South Carolina và vịnh Guantanamo, Wyoming quay trở về Annapolis vào ngày 27 tháng 8, tiễn các học viên sĩ quan rời tàu trước khi đi đến Xưởng hải quân Philadelphia để được hiện đại hóa.
Được cải biến các nồi hơi từ đốt than sang đốt dầu, Wyoming còn nhận được turbine mới, tăng cường các tấm đắp bảo vệ chống ngư lôi dưới mực nước cùng các cải tiến khác. Hoàn tất việc đại tu vào ngày 2 tháng 11 năm 1927, nó lên đường hướng về phía Nam đến Norfolk tiến hành chuyến đi chạy thử máy sau đại tu đến khu vực Cuba và quần đảo Virgin trước khi quay trở lại Philadelphia vào ngày 7 tháng 12. Hai ngày sau, Wyoming treo lá cờ hiệu của Tư lệnh Lực lượng Tuần tiễu, Phó đô đốc Ashley Robertson.
Trong những năm tiếp theo, Wyoming hoạt động ngoài khơi Norfolk, New York và Boston, Massachusetts, thực hiện các chuyến đi huấn luyện cho các đơn vị Sĩ quan Hải quân Trừ bị được tuyển từ các đại học Yale, Harvard, Georgia Tech và Northwestern. Nhiệm vụ này đưa nó đi khắp từ vịnh Mexico đến Nova Scotia và vào vùng biển Carribe cũng như đến quần đảo Azore. Trong một lượt hoạt động như thế, nó đã rời Hampton Roads vào ngày 12 tháng 11 năm 1928, và trong đêm 13-14 tháng 11 đã vớt được tám người sống sót từ chiếc Vestris, đưa họ lên bờ tại Norfolk vào ngày 16 tháng 11.
Được rút khỏi vai trò soái hạm của Lực lượng Tuần tiễu vào ngày 19 tháng 9 năm 1930, Wyoming sau đó lại trở thành soái hạm của Chuẩn đô đốc Wat T. Cluverius, Tư lệnh Đội Thiết giáp hạm 2, và đảm trách vai trò này cho đến ngày 4 tháng 11. Sau khi nhận cờ hiệu của Chuẩn đô đốc Harley H. Christy, Tư lệnh Hải đội Huấn luyện thuộc Hạm đội Tuần tiễu, nó tiến hành chuyến đi huấn luyện trong vịnh Mexico, trong đó nó đã ghé thăm New Orleans, Louisiana.
Quay trở lên phía Bắc sau chuyến đi, Wyoming được đưa về thành phần biên chế giảm thiểu tại Xưởng hải quân Philadelphia vào ngày 1 tháng 1 năm 1931; đây là nhằm chuẩn bị giải giáp và cải biến nó thành một tàu huấn luyện, theo những điều khoản của Hiệp ước Hải quân London năm 1930 để giới hạn việc chạy đua vũ trang hải quân. Nó được tháo dỡ các tấm đắp chống ngư lôi và đai giáp hông, tháo bỏ các khẩu pháo và máy móc tháp pháo của ba trong số sáu tháp pháo chính. Ngày 21 tháng 5 năm 1931, Wyoming được thay thế trong vai trò soái hạm của Hạm đội Tuần tiễu bởi chiếc tàu tuần dương hạng nặng Augusta, và bởi thiết giáp hạm Arkansas như là soái hạm của Hải đội Huấn luyện.
Sau khi hoàn tất việc giải giáp, Wyoming viếng thăm Annapolis, và từ ngày 29 tháng 5 đến ngày 5 tháng 6 năm 1931 đã đón các học viên sĩ quan của Học viện Hải quân Hoa Kỳ trong một chuyến đi sang vùng biển châu Âu. Lên đường vào ngày 5 tháng 6, con tàu đang ở giữa Đại Tây Dương khi nó tiến đến trợ giúp chiếc tàu ngầm O-12 dưới quyền chỉ huy của nhà thám hiểm nổi tiếng người Anh Sir Hubert Wilkins. Wyoming đã kéo chiếc tàu ngầm bị hỏng đến Queenstown, Bắc Ireland. Trong chuyến đi, con tàu đã ghé qua Copenhagen, Đan Mạch; Greenock, Scotland; Cadiz, Tây Ban Nha và Gibraltar trước khi quay trở về Hampton Roads vào ngày 13 tháng 8. Trong thời gian của chuyến đi, ký hiệu lườn của nó được thay đổi từ BB-32 thành AG-17 vào ngày 1 tháng 7 năm 1931.
Trong bốn năm tiếp theo, Wyoming tiếp tục các chuyến đi thực tập mùa Hè cho các học viên sĩ quan của Học viện Hải quân và các chuyến đi huấn luyện của Hải quân Dự bị gồm nhiều đơn vị thuộc các trường đại học khác nhau. Nhiệm vụ này đưa nó đến các vùng biển Caribe và vịnh Mexico, cũng như đến các cảng Bắc Âu và Địa Trung Hải. Tuy nhiên, những nhiệm vụ khác đang chờ đợi chiếc thiết giáp hạm. Vào ngày 18 tháng 1 năm 1935, nó nhận lên tàu Tiểu đoàn 2 thuộc Trung đoàn 4 Thủy quân Lục chiến tại Norfork cho các cuộc thực hành đổ bộ tấn công Đông-Xuân tại Puerto Rico và vùng kênh đảo Panama. Hầu như trong mỗi năm tiếp theo, Wyoming đều tham gia các cuộc huấn luyện đổ bộ trong quá trình Thủy quân Lục chiến và Hải quân phát triển những chiến thuật để sử dụng trong những cuộc xung đột trong tương lai.
Khởi hành từ Norfolk vào ngày 5 tháng 1 năm 1937, Wyoming băng qua kênh đào Panama; hướng đến San Diego không lâu sau đó; và trải qua những tuần tiếp theo tham gia các cuộc thực tập đổ bộ tấn công và huấn luyện tác xạ tại đảo San Clemente, ngoài khơi bờ biển California. Vào ngày 18 tháng 2, trong giai đoạn cao điểm của cuộc thực tập phối hợp nhiều mặt không-hải-lục, một quả đạn pháo đã phát nổ sớm khi vừa được nạp vào nòng một khẩu pháo 5 inch bên mạn tàu. Sáu thủy thủ thiệt mạng, và 11 người khác bị thương. Ngay sau vụ nổ, Wyoming vội vã đi đến San Pedro, nơi nó chuyển những người bị thương sau tàu bệnh viện Relief.
Hoàn tất các cuộc thực tập và tập trận ngoài khơi bờ biển California vào ngày 3 tháng 3, Wyoming rời cảng Los Angeles ngày hôm đó hướng trở lại vùng bờ Đông. Quay về đến Norfolk vào ngày 23 tháng 3, con tàu phục vụ như là soái hạm tạm thời cho Chuẩn đô đốc Wilson Brown, Tư lệnh Hải đội Huấn luyện, từ ngày 15 tháng 4 đến ngày 3 tháng 6 trong quá trình chuẩn bị cho chuyến đi thực hành sắp tới của Học viện Hải quân. Khởi hành từ Hampton Roads vào ngày 4 tháng 6, Wyoming đi đến Kiel, Đức vào ngày 21 tháng 6 năm 1937, nơi nó được các sĩ quan của chiếc tàu tuần dương Admiral Graf Spee thị sát. Học viên sĩ quan trên tàu đã có chuyến viếng thăm Berlin trước khi Wyoming lên đường quay trở về nhà vào ngày 29 tháng 6, ghé qua Torbay, Anh và Funchal, Madeira trước khi về đến Norfolk vào ngày 3 tháng 8.
Sau các đợt thực tập tại chỗ, Wyoming cho các học viên sĩ quan rời tàu tại Annapolis vào ngày 26 tháng 8. Trong những tháng tiếp theo, Wyoming tiếp nối vai trò tàu huấn luyện, thoạt tiên là với các đơn vị Hải quân Dự bị rồi đến các đơn vị Hải quân Thương thuyền Dự bị, trải rộng từ Boston cho đến quần đảo Virgin, và từ New York đến Cuba tương ứng, trước khi trải qua đợt đại tu tại Xưởng hải quân Norfolk từ ngày 16 tháng 10 năm 1937 đến ngày 14 tháng 1 năm 1938.
Trong ba năm tiếp theo, Wyoming tiếp tục các hoạt động ngoài khơi Norfolk, Boston và New York, viếng thăm vùng biển Cuba cũng như Puerto Rico và New Orleans. Ngoài ra nó còn thực hiện chuyến đi thực tập của học viên Học viện Hải quân đến các vùng biển châu Âu vào năm 1938, viếng thăm Le Havre, Pháp; Copenhagen và Portsmouth, Anh. Vào ngày 2 tháng 1 năm 1941, Wyoming trở thành soái hạm của Chuẩn đô đốc Randall Jacobs, Tư lệnh Lực lượng Tuần tra Huấn luyện, và tiếp tục vai trò tàu huấn luyện trong suốt những tháng mùa Thu.
Vào tháng 11 năm 1941, Wyoming bắt đầu một vai trò mới trong quãng đời hoạt động như một tàu huấn luyện tác xạ. Nó khởi hành từ Norfolk vào ngày 25 tháng 11 cho một đợt huấn luyện tác xạ ngoài khơi Newport, Rhode Island, và đang ở ngoài khơi Platt's Bank khi Nhật Bản tấn công Trân Châu Cảng vào ngày 7 tháng 12 năm 1941.

### Chiến tranh Thế giới thứ hai

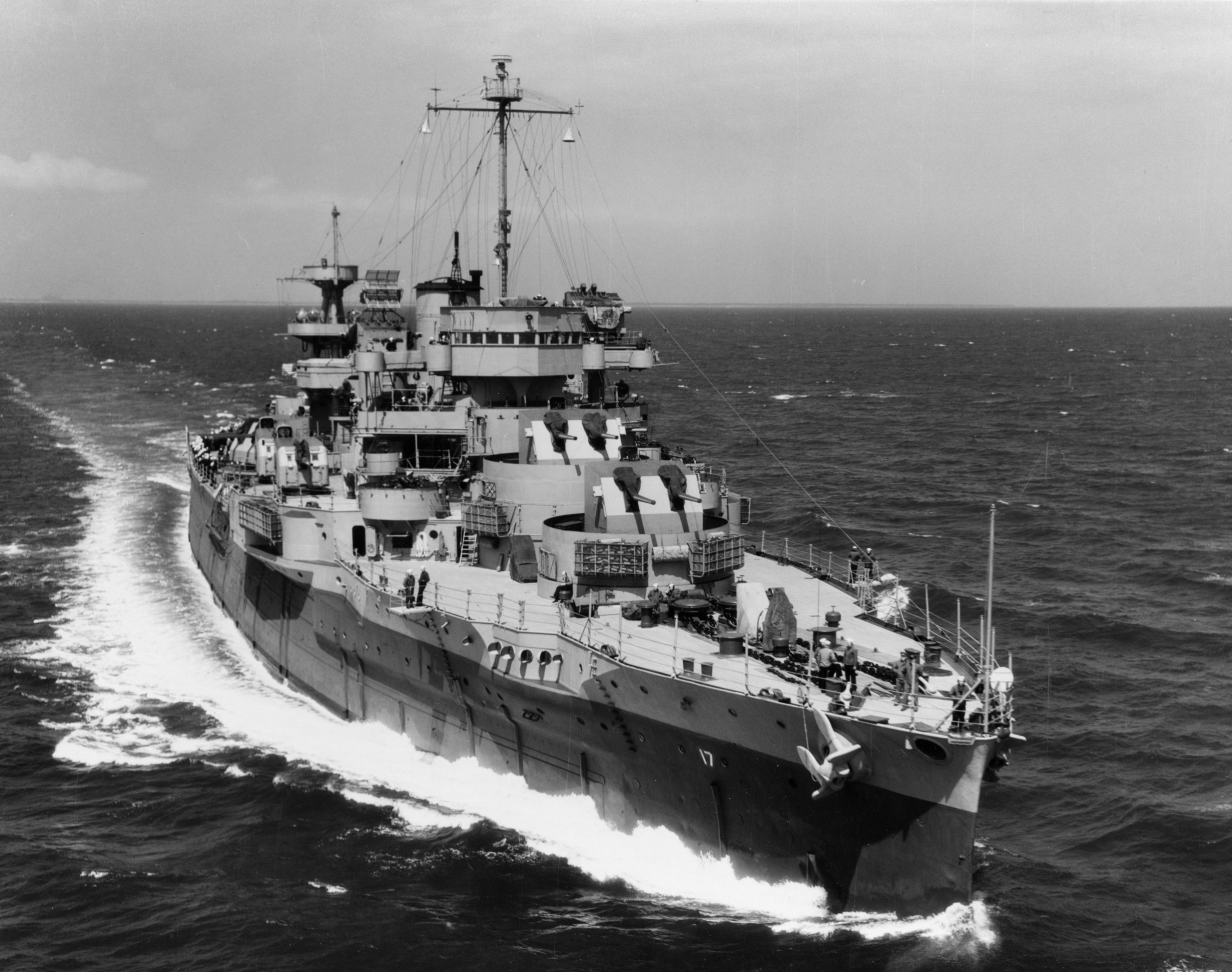
USS Wyoming, ngày 30 tháng 4 năm 1945.

Quay trở về Norfolk vào ngày 28 tháng 1 năm 1942, Wyoming lại khởi hành đi vịnh Chesapeake vào ngày 5 tháng 2, bắt đầu một chuỗi vô số các cuộc thực tập huấn luyện tác xạ vốn kéo dài suốt thời gian Thế Chiến II. Sự xuất hiện của chiếc thiết giáp hạm tại khu vực này quen thuộc đến mức nó bị đặt tên lóng "Chesapeake Raider" (Cướp biển Chesapeake). Được phân về Bộ chỉ huy Huấn luyện Tác chiến thuộc Hạm đội Đại Tây Dương Hoa Kỳ, chiếc dreadnought một thời lại phục vụ như một nền tảng huấn luyện cho hàng nghìn pháo thủ, sử dụng các cỡ pháo từ 5 inch đến.50-caliber.
Được tái trang bị tại Norfolk từ ngày 12 tháng 1 đến 3 tháng 4 năm 1944, Wyoming mang một dáng dấp hoàn toàn mới sau khi ra khỏi ụ tàu. Các tháp pháo 12-inch còn lại bị tháo dỡ, thay thế bằng hai tháp pháo 5 in (130 mm)/38 caliber nòng đơn và bốn tháp pháo 5 inch/38 caliber nòng đôi. Ngoài ra, các radar kiểm soát hỏa lực kiểu mới cũng được trang bị. Nó tiếp tục các hoạt động huấn luyện tác xạ vào ngày 10 tháng 4, hoạt động tại khu vực vịnh Chesapeake. Quy mô hoạt động của nó thể hiện qua số liệu được trích ngẫu nhiên: trong tháng 11, Wyoming đã huấn luyện 133 sĩ quan và 1.329 thủy thủ về tác xạ phòng không. Trong tháng này, nó đã bắn tổng cộng 3.033 quả đạn pháo 5-inch, 849 đạn 3-inch; 10.076 đạn 40 mm; 32.231 đạn 20 mm; 66.270 đạn.30-caliber và 360 đạn 1,1-inch. Wyoming đã bắn nhiều đạn pháo hơn bất kỳ tàu chiến nào của hạm đội, và đã huấn luyện cho khoảng 35.000 pháo thủ thuộc bảy kiểu pháo khác nhau.
Vào ngày 30 tháng 6 năm 1945, Wyoming kết thúc nhiệm vụ như một "Chesapeake Raider" khi nó khởi hành từ Norfolk đến Xưởng hải quân New York để cải biến. Rời xưởng tàu ngày 13 tháng 7, nó đi vào vịnh Casco không lâu sau đó, trình diện để hoạt động cùng với Phó đô đốc Willis A. Lee, Tư lệnh Lực lượng Đặc nhiệm Hỗn hợp 69. Nó bắn các loạt pháo thực hành thử nghiệm đầu tiên nhắm vào các sà lan kéo, máy bay giả mục tiêu và mục tiêu điều khiển bằng vô tuyến; trong thành phần đơn vị hoạt động lớn nhất của lực lượng được thành lập để nghiên cứu phương pháp và chiến thuật đối phó với máy bay kamikaze của Nhật. Sau đó, Lực lượng Đặc nhiệm Hỗn hợp 69 trở thành Lực lượng Phát triển Tác chiến thuộc Hạm đội Hoa Kỳ vào ngày 31 tháng 8. Sau khi Đô đốc Lee từ trần, quyền chỉ huy đơn vị được chuyển cho Chuẩn đô đốc R.P. Briscoe.
Cho dù đã kết thúc nhiệm vụ thử nghiệm vũ khí và chiến thuật mới, Wyoming tiếp tục là xương sống của đơn vị cho đến hết năm 1946. Vào ngày 11 tháng 7 năm 1947, Wyoming đi vào Xưởng hải quân Norfolk và được cho xuất biên chế vào ngày 1 tháng 8 năm 1947. Thủy thủ đoàn sau cùng của nó bao gồm vị Tổng thống tương lai của Hoa Kỳ, Thiếu úy Jimmy Carter. Nhân sự và phương tiện vật chất của nó được chuyển sang thiết giáp hạm Mississippi.
Tên của Wyoming được rút khỏi danh sách Đăng bạ Hải quân vào ngày 16 tháng 9 năm 1947, và lườn của nó được bán để tháo dỡ vào ngày 30 tháng 10 năm 1947. Nó được bàn giao cho người mua xác tàu, hãng Lipsett Inc. tại thành phố New York, vào ngày 5 tháng 12 năm 1947.